# Archytas hiemalis
Archytas hiemalis är en tvåvingeart som beskrevs av Thompson 1963. Archytas hiemalis ingår i släktet Archytas och familjen parasitflugor. Inga underarter finns listade i Catalogue of Life.